# (2082) Galaad
(2082) Galaad, désignation internationale (2082) Galahad, est un astéroïde de la ceinture principale.

## Description
(2082) Galaad est un astéroïde de la ceinture principale. Il fut découvert par le programme PLS le 17 octobre 1960 à l'observatoire Palomar. Il présente une orbite caractérisée par un demi-grand axe de 2,9199 UA, une excentricité de 0,1662 et une inclinaison de 3,0680° par rapport à l'écliptique.
Il fut nommé en hommage à Galaad, fils de Lancelot, personnage de la légende arthurienne, chevalier de la Table ronde.

## Compléments